# Bedřich Lipina
Bedřich Lipina (26. února 1932 Václavovice – 31. prosince 1995 Ostrava) byl třetím primátorem města Ostravy. Jednalo se o posledního komunistického představitele v této funkci.
Narodil se v hornické rodině jako nejstarší dítě. Po ukončení základního vzdělání ve Václavovicích a v Šenově se vyučil stavebním zámečníkem v Ostroji Ostrava. Již ve čtyřicátých letech 20. století se aktivně zapojil do Československého svazu mládeže a Akčního výboru Národní fronty. V roce 1953 byl přijat za člena KSČ. V letech 1956–1959 vystudoval na střední průmyslové škole strojní ve Vítkovicích. Do Ostroje se vrátil jako plánovač. Po návratu z vojenské služby v pohraničí začal pracovat v Ústředních dílnách OKR (pozdější OKD-BASTRO). Během zaměstnání začal studovat Fakultu báňského strojírenství Vysoké školy báňské. Studium v roce 1965 ukončil ziskem titulu inženýr. V roce 1981 na VŠB získal hodnost kandidáta věd.
V roce 1986 se stal členem rady Národního výboru města Ostravy i Severomoravského krajského národního výboru a také primátorem města Ostravy. Během jeho funkčního období byla rozšířena elektrárna v Třebovicích a dostavěna vodní nádrž Slezská Harta, ústřední čistírna odpadních vod v Přívoze či zpracovatelský závod komunálních odpadů v Kunčicích.
Vlivem politických změn oznámil primátor dne 13. prosince 1989 rezignaci celé rady města. Rovněž se vzdal veškerých svých stranických funkcí. V dubnu 1990 odešel do důchodu.
Bedřich Lipina byl členem vědecké rady VŠB v Ostravě a Univerzity Palackého v Olomouci. Získal celou řadu státních vyznamenání, např. Za zásluhy o výstavbu, Za vynikající práci či Za budování Lidových milicí.